# Kazuki Okayama
Kazuki Okayama (岡山 和輝 Okayama Kazuki?), född 16 februari 1994 i Kanagawa prefektur, är en japansk fotbollsspelare.
Okayama började sin karriär 2016 i FC Imabari.